# 云南杓兰
云南杓兰（学名：Cypripedium yunnanense）为兰科杓兰属下的一个种。其种加词“yunnanense”意为“云南的”。